# Henri Corneille Schuijt van Castricum
Henri Corneille Schuijt van Castricum, ook Schuyt van Castricum, (Amsterdam, 6 november 1820 – Zaandam, 16 september 1915) was een rondreizende fotograaf (daguerreotypist) en een Nederlandse burgemeester.

## Leven en werk
Schuijt werd in 1820 in Amsterdams geboren als zoon van het raadslid aldaar Albertus Johannes Schuijt van Castricum en Sussanna Maria Johanna Hartsinck. Hij werd een rondreizend fotograaf, die als daguerreotypist onder andere werkzaam was in Arnhem, Dordrecht, Den Haag, Gouda en Middelburg. Schuijt werd in 1858 benoemd tot burgemeester en secretaris van de gemeente Pernis. In december 1859 volgde zijn benoeming tot burgemeester van de gemeente Sluipwijk. Tegelijkertijd werd hij benoemd tot burgemeester van de gemeente Stein. Deze functies vervulde hij tot 1870. In beide gemeenten werd hij opgevolgd door Frederik Hendrik Bulaeus Brack. In datzelfde jaar werden beide gemeenten opgeheven. Schuijt werd in 1870 benoemd tot burgemeester en secretaris van de gemeente Lisse. Per 15 september 1888 kreeg hij, op zijn verzoek, eervol ontslag als burgemeester.
Schuijt van Castricum trouwde op 27 juni 1861 te Stein met Cornelia Clara Willemina Schrijver. Hij overleed in september 1915 op 94-jarige leeftijd in Zaandam.
- Gemeinsame Normdatei: 1140947451
- RKD-Nederlands Instituut voor Kunstgeschiedenis: 391279
- Virtual International Authority File: 4532150749009416420006